# ناسازگار (مجموعه تلویزیونی)
ناسازگار یا ناهماهنگ (به انگلیسی: Mismatched) یک مجموعه تلویزیونی درام عاشقانه هندی است که از سال ۲۰۲۰ پخش آن آغاز شد.این سریال محصول نتفلیکس است.

## بازیگران

### اصلی
- پراژکتا کولی
- روحیت صراف
- رانویجی سینگها
- ویدیا مالواده
- احساس چانا
- دیپانیتا شارما
- سوهاسینی مولای
- آدیتی گویتریکار
- جوگال هانسراج